# Михальчук, Сергей Евгеньевич
Сергей Евгеньевич Михальчук (укр. Сергій Євгенович Михальчук; род. 13 июля 1972, Луцк, Украина) — украинский кинооператор. Заслуженный деятель искусств Украины (2014). Также награждён орденом «За заслуги» III (2021) И II (2024) степени. Лауреат Государственной премии Украины имени Александра Довженко (2004) и Национальной премии Украины имени Тараса Шевченко (2025).
В 1995 году окончил Киевский театральный институт имени Карпенко-Карого.

## Фильмография

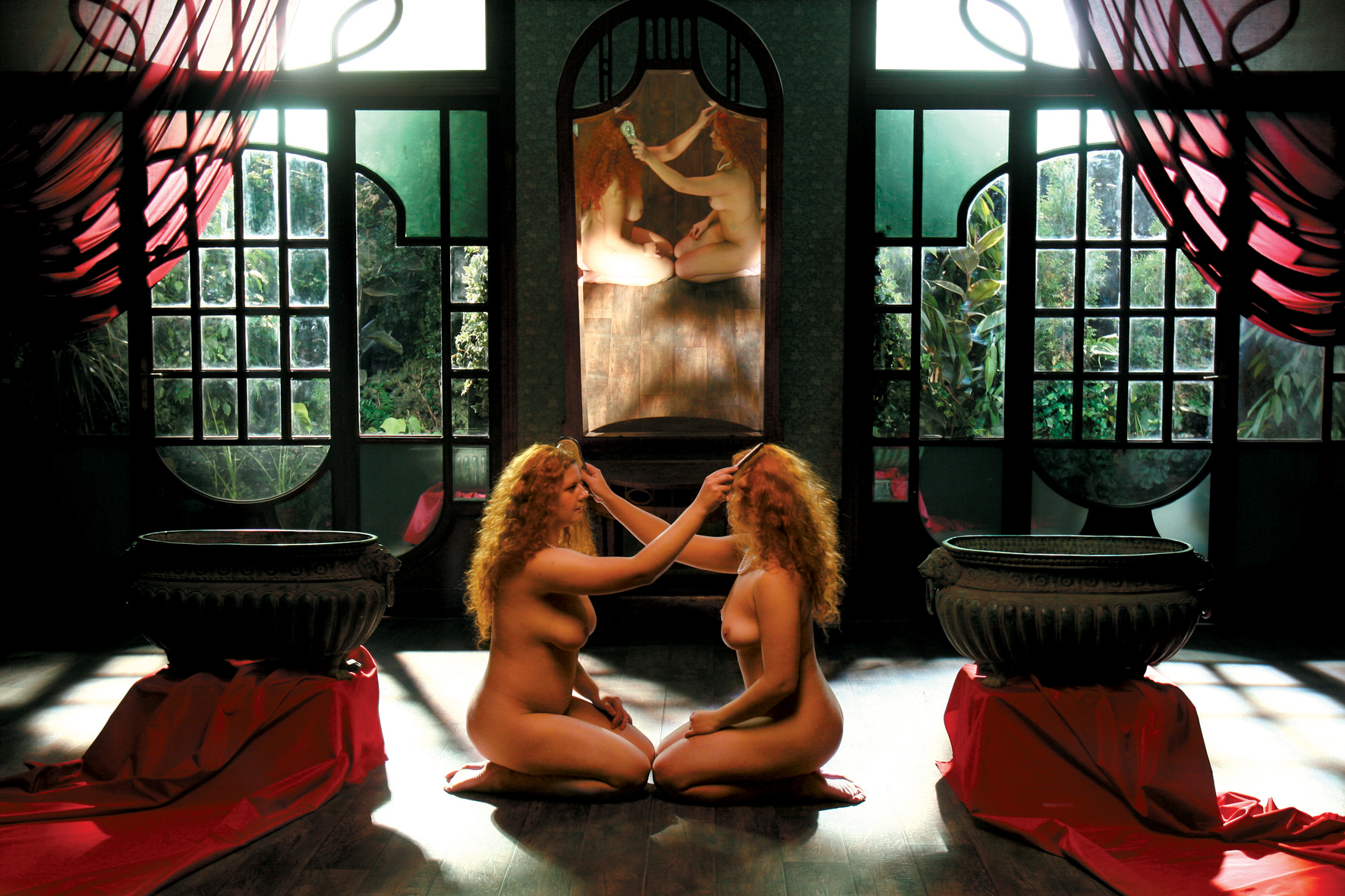
Кадр из фильма «Менины»

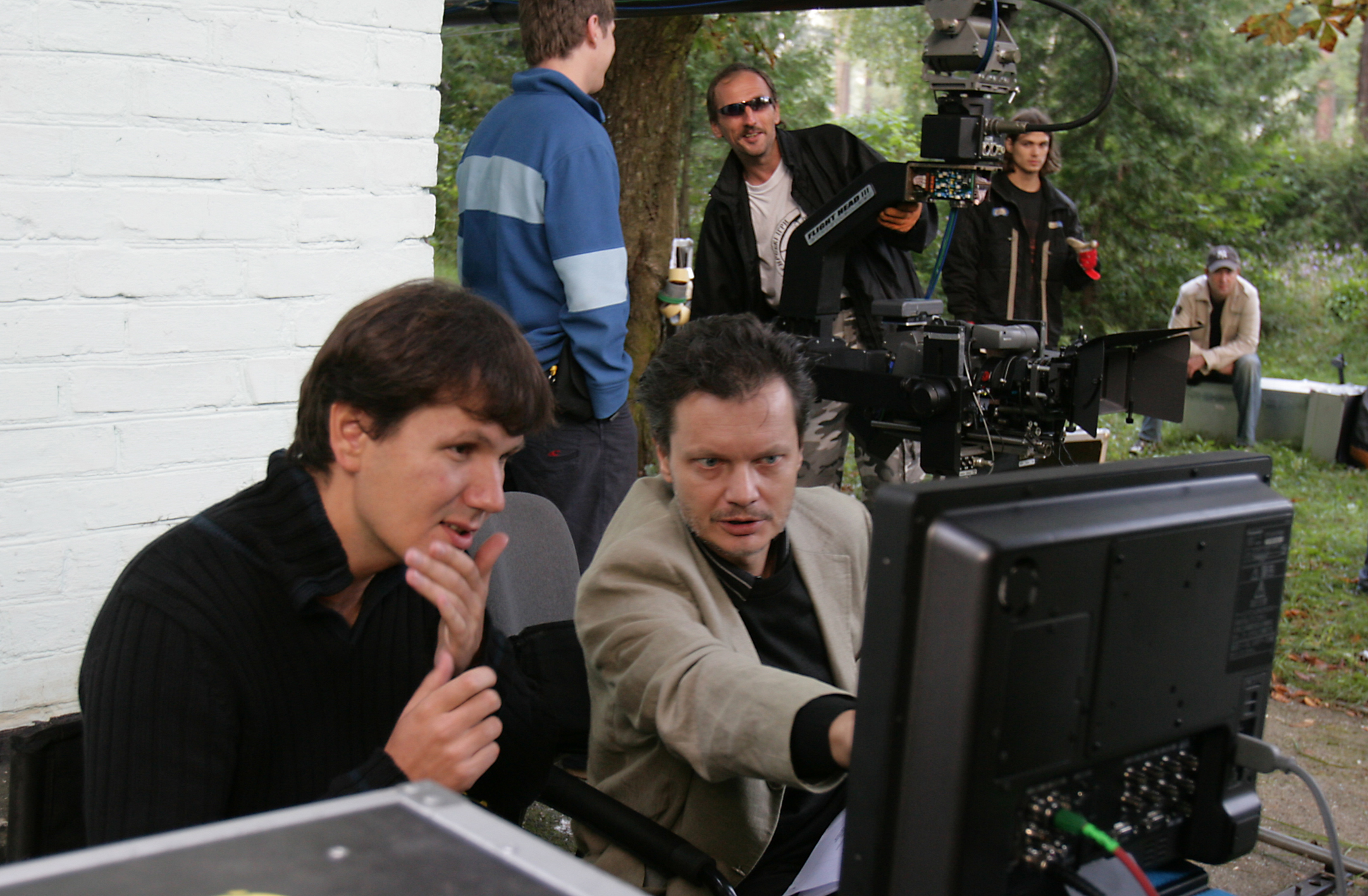
Сергей Михальчук и Игорь Подольчак, съёмки фильма «Менины». Киев, 2006

- 2000 — «Закон» (телесериал), режиссёр Александр Велединский (Россия)
- 2002 — «Любовник», режиссёр Валерий Тодоровский (Россия)
- 2003 — «Мамай», режиссёр Олесь Санин (Украина, номинант на премию «Оскар» от Украины)
- 2004 — «Мой сводный брат Франкенштейн», режиссёр Валерий Тодоровский (Россия)
- 2005 — «Контакт», режиссёр Андрей Новосёлов (Россия)
- 2006 — «I.D.», режиссёр Гасан Шмейт (Сирия)
- 2008 — «Менины», режиссёр Игорь Подольчак (Украина)
- 2008 — «Иллюзия страха», режиссёр Александр Кириенко (Украина)
- 2010 — «Детям до 16…», режиссёр Андрей Кавун (Россия)
- 2012 — «Виртуальная любовь», режиссёр  Амир Каракулов. (Россия, Казахстан)
- 2012 — «Матч», режиссёр Андрей Малюков (Россия)
- 2013 — «Параджанов», режиссёры Елена Фетисова и Серж Аведикян (Армения—Грузия—Украина—Франция)
- 2013 — «Поводырь», режиссёр Олесь Санин
- 2012—2015 — «Под электрическими облаками» (совместно с Евгением Привиным), режиссёр Алексей Герман-младший (Польша—Россия—Украина)
- 2017 — «Большой»

Сергей Михальчук также работал над рядом документальных фильмов и телефильмов, над видеоклипами и рекламными роликами.

## Награды
- Кинофестиваль «Любите кино», Серебряная медаль братьев Люмьер (1999).
- Международный кинофестиваль в Сан-Себастьяне (San Sebastian International Film Festival), «Лучший оператор», за фильм «Любовник» (2002).
- Кинофестиваль «Киношок», «Лучший оператор», за фильм «Мамай» (2003).
- Берлинский кинофестиваль, приз «Серебряный медведь» «за выдающийся художественный вклад», фильм «Под электрическими облаками» (совместно с Евгением Привиным) (2015)[5].
- Премия «Золотая дзига» (2019).